# Wumaier Ailixier
Wumaier Ailixier (chinesisch 艾力西尔·吾买尔, Pinyin Àilìxīěr Wúmǎiěr; * 25. Mai 2006 in Bay) ist ein chinesischer Leichtathlet, der sich auf den Sprint spezialisiert hat.

## Sportliche Laufbahn
Erste internationale Erfahrungen sammelte Wumaier Ailixier im Jahr 2024, als er bei den U20-Asienmeisterschaften in Dubai in 45,53 s die Goldmedaille im 400-Meter-Lauf gewann und damit einen neuen Meisterschaftsrekord aufstellte. Zudem gewann er auch mit der chinesischen Mixed-Staffel über 4-mal 400 Meter in 3:22,46 min die Goldmedaille. Im August gewann er bei den U20-Weltmeisterschaften in Lima in 3:21,27 min die Bronzemedaille in der Mixed-Staffel. Im Jahr darauf schied er bei den Hallenweltmeisterschaften in Nanjing mit 48,73 s in der ersten Runde über 400 Meter aus. Ende Mai gewann er bei den Asienmeisterschaften in Gumi in 3:20,52 min die Silbermedaille in der Mixed-Staffel hinter dem indischen Team und sicherte sich mit der Männerstaffel in 3:03,73 min gemeinsam mit Liang Baotang, Zhang Qining und Fu Haoran die Bronzemedaille hinter den Teams aus Katar und Indien.
2024 wurde Wumaier chinesischer Meister im 400-Meter-Lauf im Freien und in der Halle.

## Persönliche Bestleistungen
- 200 Meter: 20,72 s (+0,8 m/s), 10. April 2024 in Zhaoqing
  - 200 Meter (Halle): 21,48 s, 11. Februar 2025 in Chengdu
- 400 Meter: 45,53 s, 25. April 2024 in Dubai (chinesischer U20-Rekord)
  - 400 Meter (Halle): 45,79 s, 31. März 2024 in Tianjin (chinesischer Rekord)